# Joshua Clover
Joshua Clover (* 30. Dezember 1962; † 26. April 2025) war ein marxistischer US-amerikanischer Autor, Journalist, Lyriker sowie Literaturprofessor.

## Leben
Clovers Mutter ist die Akademikerin Carol J. Clover. Nach seinem Studium an Universitäten Boston und Iowa arbeitete er zunächst als Musikjournalist. 1997 veröffentlichte er einen Gedichtband, für den er für das Jahr 1996 mit dem Walt Whitman Award der Academy of American Poets ausgezeichnet wurde. Er schrieb über Musik und Kultur, neben Zeitungsveröffentlichungen folgten auch mehrere Monografien und er schug eine akademische Laufbahn ein. Er verwendete auch das Pseudonmy Jane Dark. Zuletzt war er Direktor des 2022 gegründeten Marxist Institute for Research an der University of California, Davis, wo er als Prfoessor auch kritische und politische Theorie in den Fachbereichen Englische und Vergleichende Literaturwissenschaft unterrichtete.
Besondere Aufmerksamit über den englischen Sprachraum hinaus erlangte er mit seinem 2021 in deutscher Übersetzung erschienenen Buch Riot. Strike. Riot: Die neue Ära der Aufstände. Hierin stellte er die Klassenkämpfe in Form unterschiedlicher Aufstände und anderer Formen des Protests und Kampfes in den verschiedenen geschichtlichen Entwicklungsphasen des Kapitalismus dar, bis in die jüngste Gegenwart hinein. Dabei vertrat er die Auffassung, dass das Proletariat eben nicht aufgelöst sei.
Clover begründete den Verlag Verlags Commune Editions mit. Hierfür wurde gemeinsam mit seinem Mitstreitern 2020 mit dem American Book Award ausgezeichnet.
Im Alter von 62 Jahren starb Clover Ende April 2025.

## Veröffentlichungen (Auswahl)
- Madonna anno domini: Poems. Louisiana State University Press, 1997.
- The Matrix, British Film Institute 2004.
- The Totality For Kid, University of California Press 2006.
- 1989: Bob Dylan Didn’t Have This to Sing About. University of California Press 2009.
- Red Epic, Commune Editions 2015.
- Riot.Strike.Riot. The New Era of Uprisings. Verso 2016.
  - Riot. Strike. Riot. Die neue Ära der Aufstände. Übersetzung: Richard Bachmann, Dennis Büscher-Ulbrich, Jan Heintz; herausgegeben von Karl-Heinz Dellwo, Achim Szepanski. Galerie der abseitigen Künste, Hamburg 2021.
- Roadrunner, Duke University Press 2021